# Jay Winter
Pour les articles homonymes, voir Winter.
Jay Winter (1945), né Jay Murray Winter, est un historien américain, professeur d'histoire à l'université Yale.

## Biographie
Jay Murray Winter est né le 28 mai 1945 dans l'État de New York. Ses parents, des Américains, ont tous les deux pour origine le continent européen. Ses grands parents paternels, ont émigré aux États-Unis après le premier pogrom de Kichinev contre les juifs de la ville, en 1903. Sa mère, originaire de Varsovie, est l’unique survivante d’une famille juive polonaise dont les autres membres ont été exterminés par les nazis.
Il étudie à l'université Columbia où il est diplômé d'un B.A et où il apprend à aimer le travail collectif dans un séminaire - « exaltant » - animé par l'historien d'origine allemande Fritz Stern.
Diplômé à l'université de Cambridge, Jay Winter renoue avec l'Europe en faisant une thèse de démographie historique sur la Grande Bretagne dans la Première Guerre mondiale. Il a enseigné ou a été professeur invité à l'université hébraïque de Jérusalem, à l'université de Warwick, au Dartmouth College, à l'Union University, à l'université de l'Indiana ou encore à l'Institut Leo Baeck de New York.
Il est spécialiste de la Première Guerre mondiale et de ses impacts sur le XXe siècle. Il a écrit et codirigé de nombreux ouvrages dont Penser la Grande Guerre avec l'historien français Antoine Prost. En 1992, il fait partie de l'équipe qui persuade le maire d'Abbeville Max Lejeune de transformer le projet de 1986 de musée de la Première Guerre mondiale en Historial de la Grande Guerre
En compagnie du démographe américain Michael S. Teitelbaum, il s'est penché sur la croissance de l'immigration dans un contexte de faible fécondité. Deux importants livres ont résulté de leur collaboration : The Fear of Population Decline (Academic Press, 1985) et A Question of Numbers : High Migration, Low Fertility, and the Politics of National Identity (Hill and Wang, 1998).

## Distinction
- Fellow de la Royal Historical Society

## Publications

### En anglais
- (en) Socialism and the challenge of war : ideas and politics in Britain, London ; Boston, Routledge and K. Paul, 1974, 310 p. (BNF 35382163).
- (en) The Working class in modern British history : essays in honour of Henry Pelling, London ; New York ; Melbourne, Cambridge university press, 1983, 315 p. (BNF 34785630).
- (en) The fear of population decline (avec Michael S. Teitelbaum), Orlando, Academic press, 1985, 201 p. (BNF 34980042).
- (en) The Great War and the British people, Cambridge, Mass, Harvard university press, 1986, 360 p. (BNF 34984411).
- (en) A question of numbers : high migration, low fertility, and the politics of national identity (avec Michael S. Teitelbaum), New York, Hill and Wang, 1998, 290 p. (BNF 37179523).
- (en) Sites of memory, sites of mourning : the Great War in European cultural history, Cambridge, Cambridge university press, coll. « Studies in the social and cultural history of modern warfare », 1995, 310 p. (BNF 37669042).
- (en) The Great War in history : debates and controversies, 1914 to the present, Cambridge, Cambridge University press, coll. « Studies in the social and cultural history of modern warfare », 2005, 250 p. (BNF 40059054).
- (en) Dreams of peace and freedom : utopian moments in the twentieth century, New Haven, Yale university press, 2006, 261 p. (BNF 41062720).
- (en) Remembering war : the Great War between memory and history in the twentieth century, New Haven, Yale University Press, 2006, 340 p. (BNF 41055118).
- (en) The global spread of fertility decline : population, fear, and uncertainty, New Haven / London, Yale University Press, 2013, 336 p. (BNF 44269915).
- (en) War beyond words : languages of memory from the Great War to the present, New York, Cambridge University Press, 2017, 234 p. (BNF 45312949).

### En français

#### Auteur ou co-auteur ouvrages
- 14-18 : le grand bouleversement  (trad. Ania Cambau) (avec Blaine Bagget), Paris, Presses de la Cité, 1997, 432 p. (BNF 36188601).
- La Première guerre mondiale : l'éclatement d'un monde (traduction de The Experience of World war), Paris ; Bruxelles ; Montréal, Sélection du Reader's digest, 1990, 256 p. (BNF 35081984).
- Une bombe à retardement ? : migrations, fécondité et identité nationale à l'aube du XXIe siècle  (trad. Jean-François Chaix, préf. François Héran) (avec Michael S. Teitelbaum), Paris, Calmann-Lévy, coll. « Liberté de l'esprit », 2001, 366 p. (BNF 37642890).
- Penser la Grande Guerre : un essai d'historiographie (avec Antoine Prost), Paris, Éd. du Seuil, coll. « L'histoire en débats », 2004, 340 p. (BNF 39132800).
- Entre deuil et mémoire : la Grande guerre dans l'histoire culturelle de l'Europe  (trad. Christophe Jaquet, préf. Antoine Prost), A. Colin, 2008, 309 p. (BNF 41349636).
- René Cassin et les droits de l'homme : le projet d'une génération (avec Antoine Prost), Paris, Fayard, 2011, 444 p. (BNF 42410927).

#### Direction publications
- La Première guerre mondiale, vol. I : Combats (avec Annette Becker et le comité directeur du Centre international de recherche de l'Historial de la Grande guerre, Péronne, Somme.), Paris, Fayard, 2013, 887 p. (BNF 43684332).
- La Première guerre mondiale, vol. II : États (avec Annette Becker et le comité directeur du Centre international de recherche de l'Historial de la Grande guerre, Péronne, Somme.), Paris, Fayard, 2014, 846 p. (BNF 43808055).
- La Première guerre mondiale, vol. III : Sociétés (avec Annette Becker et le comité directeur du Centre international de recherche de l'Historial de la Grande guerre, Péronne, Somme.), Paris, Fayard, 2014, 860 p. (BNF 44218573).

#### Articles
- « De l'histoire intellectuelle à l'histoire culturelle : la contribution de George L. Mosse », Annales. Histoire, Sciences Sociales, vol. 56e année, no 1,‎ 2001, p. 177-191 (lire en ligne, consulté le 22 janvier 2019).
- « Un aspect ignoré de la démographie urbaine de la Grande Guerre : le drame des vieux à Berlin, Londres et Paris » (avec Jean-Louis Robert), Annales de Démographie Historique,‎ 1993, p. 303-328 (lire en ligne, consulté le 22 janvier 2019).
- « Les poètes-combattants de la grande guerre une nouvelle forme du sacré », Vingtième Siècle. Revue d'histoire, no 41,‎ 1994, p. 67-73 (lire en ligne, consulté le 22 janvier 2019).

### Webographie
- (en) Rand Richards Cooper, « Jay Winter, Yale University », sur courant.com, 25 août 2002 (consulté le 23 janvier 2019).
- Pauline Bonino, « Antoine Prost et Jay Winter, René Cassin et les droits de l’homme : le projet d’une génération », sur Le mouvement social, 2011 (consulté le 22 janvier 2019).
- (fr + en) Persée, « Winter, JayM (1945-) », sur Persée (portail), 2019 (consulté le 23 janvier 2019).